# Serge Blanco
Serge Blanco (* 31. srpna 1958, Caracas) je bývalý francouzský ragbista, který hrál nejčastěji na zadáku a občas na křídle. V roce 2011 byl jmenován do Světové síně slávy rugby. Za Francii odehrál 93 zápasů a připsal si 233 bodů. Je hráčem, co za Francii položil nejvíce pětek v historii (38). Na MS 1987 získal 2. místo. Vyhrál šestkrát (1981, 1983, 1986–1989) Pohár 5 národů. Na klubové úrovni hrál od roku 1974 do roku 1992 za francouzský klub Biarritz Olympique. Noviny Midi Olympique ho šestkrát vyhlásily nejlepším hráčem francouzské ligy (1982–1983, 1989–1992). Francouzští fanoušci ho nazývali ragbyovým Pelém. Obdržel Řád francouzské čestné legie.
V roce 2002 a 2006 vyhrál Biarritz francouzskou ligu a Blanco byl prezidentem klubu. Od roku 2008 je členem Francouzské ragbyové federace. Vlastní tři hotely, značku sportovního oblečení a brýlí. Do roku 2008 byl prezidentem dvou nejvyšších francouzských ragbyových lig.